# صرب‌ها

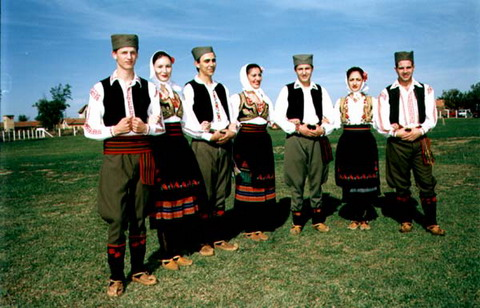
زنان و مردان صرب در پوشش محلی

مردم صرب (به صربی: Срби) از مردم اسلاو جنوبی هستند که در شبه جزیره بالکان و اروپای مرکزی زندگی می‌کنند و عمدتاً در صربستان، مونته‌نگرو، بوسنی و هرزگووین و تعداد کمی در کرواسی زندگی می‌کنند. همچنین آن‌ها اقلیت قابل‌ملاحظه‌ای را در دو جمهوری دیگر یوگسلاوی سابق — یعنی جمهوری مقدونیه و اسلوونی — تشکیل می‌دهند. صرب‌ها اقلیت به رسمیت شناخته شده در رومانی و مجارستان هستند. تعداد زیادی از صرب‌ها در اروپای غربی (متمرکز شده در آلمان، سوئیس و اتریش) و نیز آمریکای شمالی (آمریکا و کانادا) زندگی می‌کنند.

## ریشه ایرانی
کروات‌ها و صرب‌ها بنا به تعداد زیادی از مطالعه‌ها ریشه ایرانی دارند. فرضیه جالب و بحث‌برانگیز که ۲۰۰ سال پیش توسط پروفسور یوسیپ میکوزی بلومنتال (en:Josip Mikoczy-Blumenthal) مطرح شد؛ تاکنون منجر به ارایه‏ ۲۴۹ مقاله تحقیقی، علمی و چاپ آن در نشریات مختلف توسط ۱۲۰ استاد کروات و غیرکروات شده‌است. او در پایان‌نامه خویش در سال ۱۷۹۷، ایرانی بودن کروات‌ها را مورد بررسی قرار داد و نتیجه گرفت که کروات‌های امروزی از بخش غربی ایران باستان مهاجرت کرده‌اند. کروات در زبان اوستایی به معنی دوستانه است و بر اساس برخی شواهد و مطالعه‌های تاریخی، کروات‌ها از ۱۷۰۰ سال پیش از سرزمین مادری خود ایران به سمت شبه جزیره بالکان حرکت کردند و در صربستان و کرواسی و بوسنی امروزی ساکن شدند. علت این مهاجرت سرکوب پیروان دین مانوی در دوران ساسانی بوده‌است. بر مبنای اسناد قدیمی، کروات‌ها و صرب‌ها دارای اصلیت ایرانی هستند که بعدها به اسلاوها ملحق شدند. هم کروات‌ها و هم صرب‌ها به‌طور تقریبی هم‌زمان مهاجرت کردند و برای تمیز دادن خود از سایر اقوام دستمالی به دور گردن خود می‌بستند که بعدها به کراوات معروف شد. این دستمال در پرچم کرواسی هم وجود دارد. محمود احمدی‌نژاد، رئیس‌جمهور اسبق ایران اذعان کرده بود که این نظریه ممکن است توضیح قابل اعتمادی برای منشأ کروات‌ها که به صورت تاریخی خیلی نزدیک به صرب‌ها زندگی می‌کنند، نیز باشد. زبان‌های کرواتی و صربی هم‌اکنون بیش از ۳۰۰۰ واژه از زبان پارسی دارند که حدود ۷۰۰ تا از این واژه‌ها به‌طور فعال در زبان کنونی صربی- کرواتی به کار برده می‌شود.

## منابع

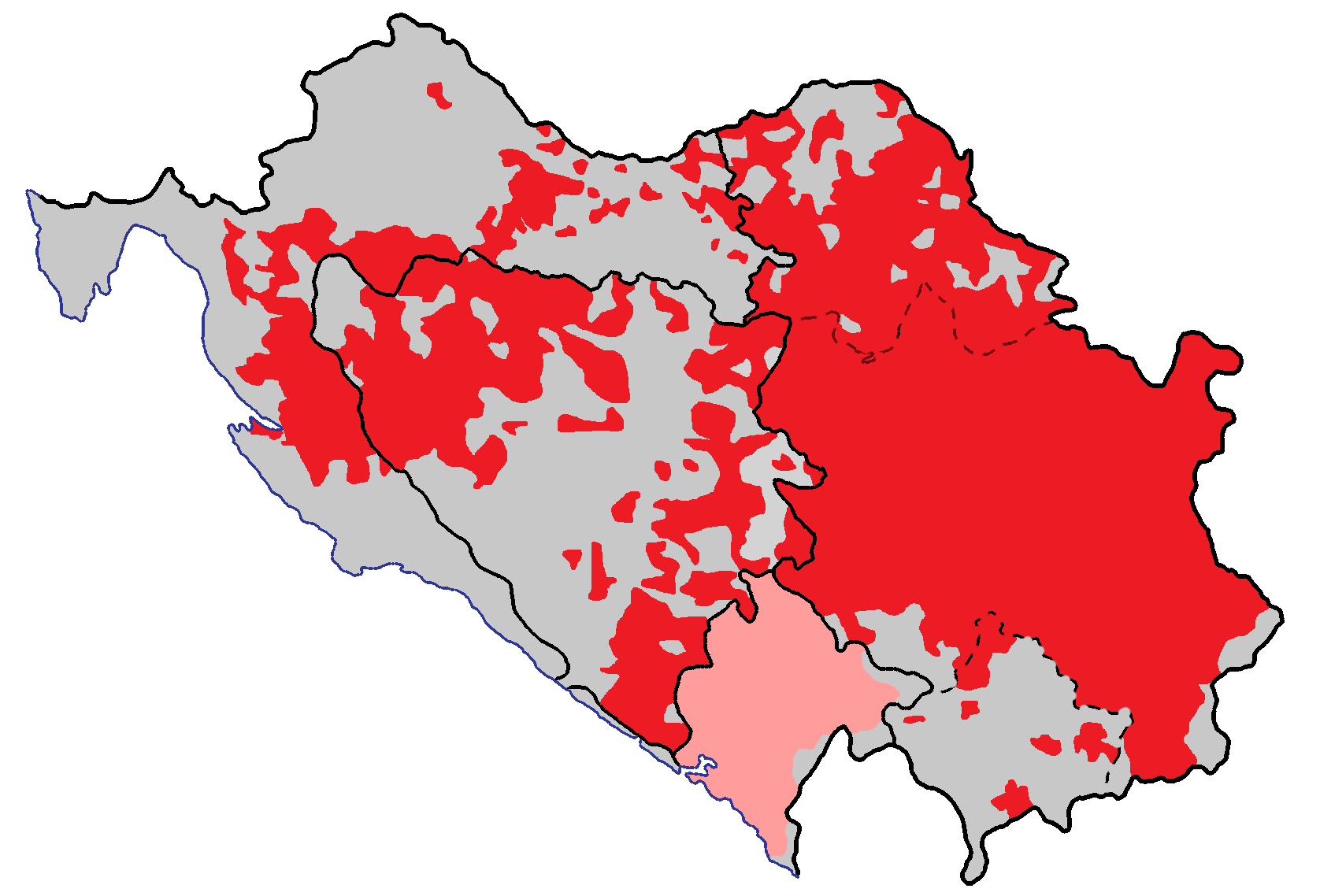
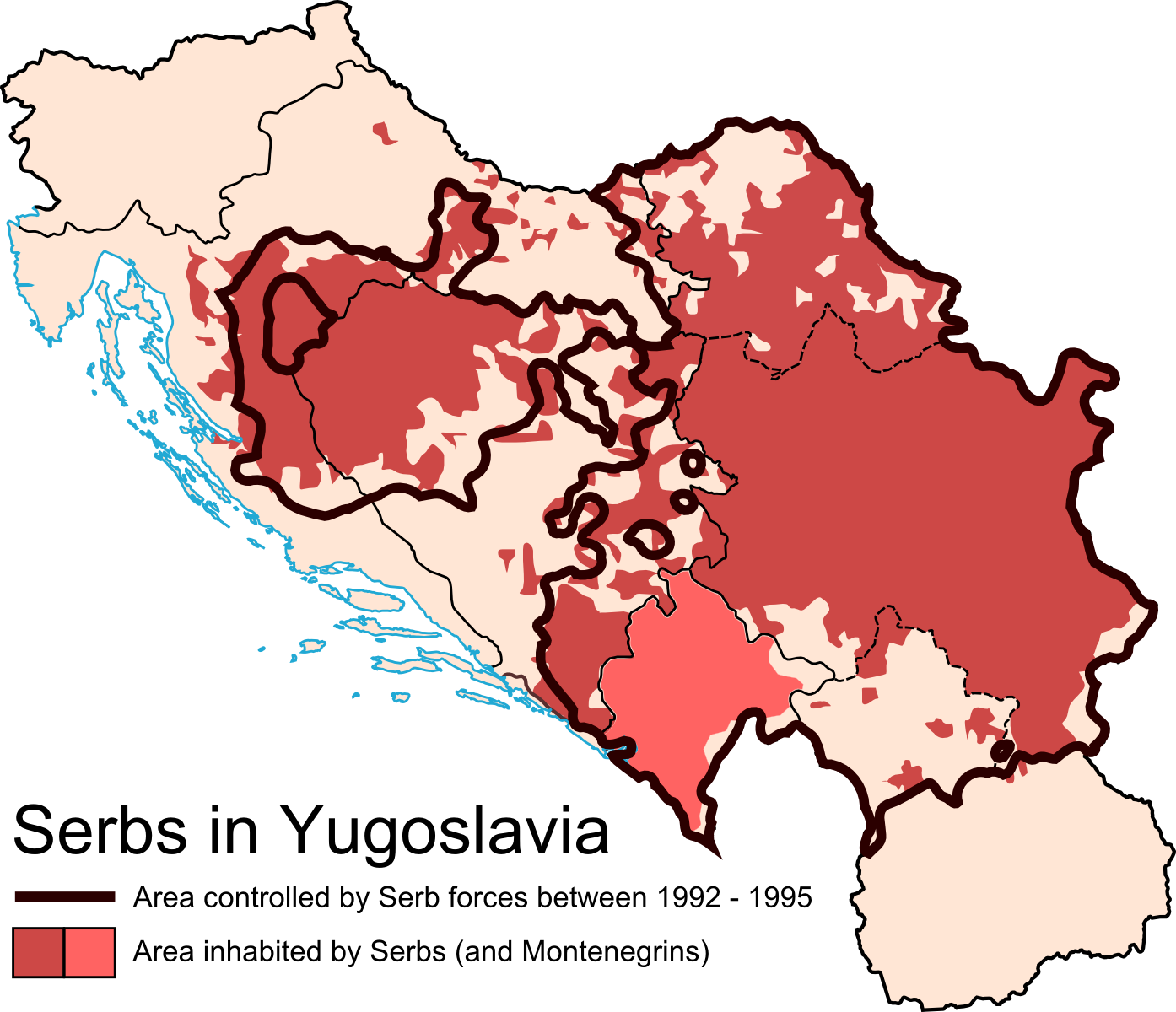
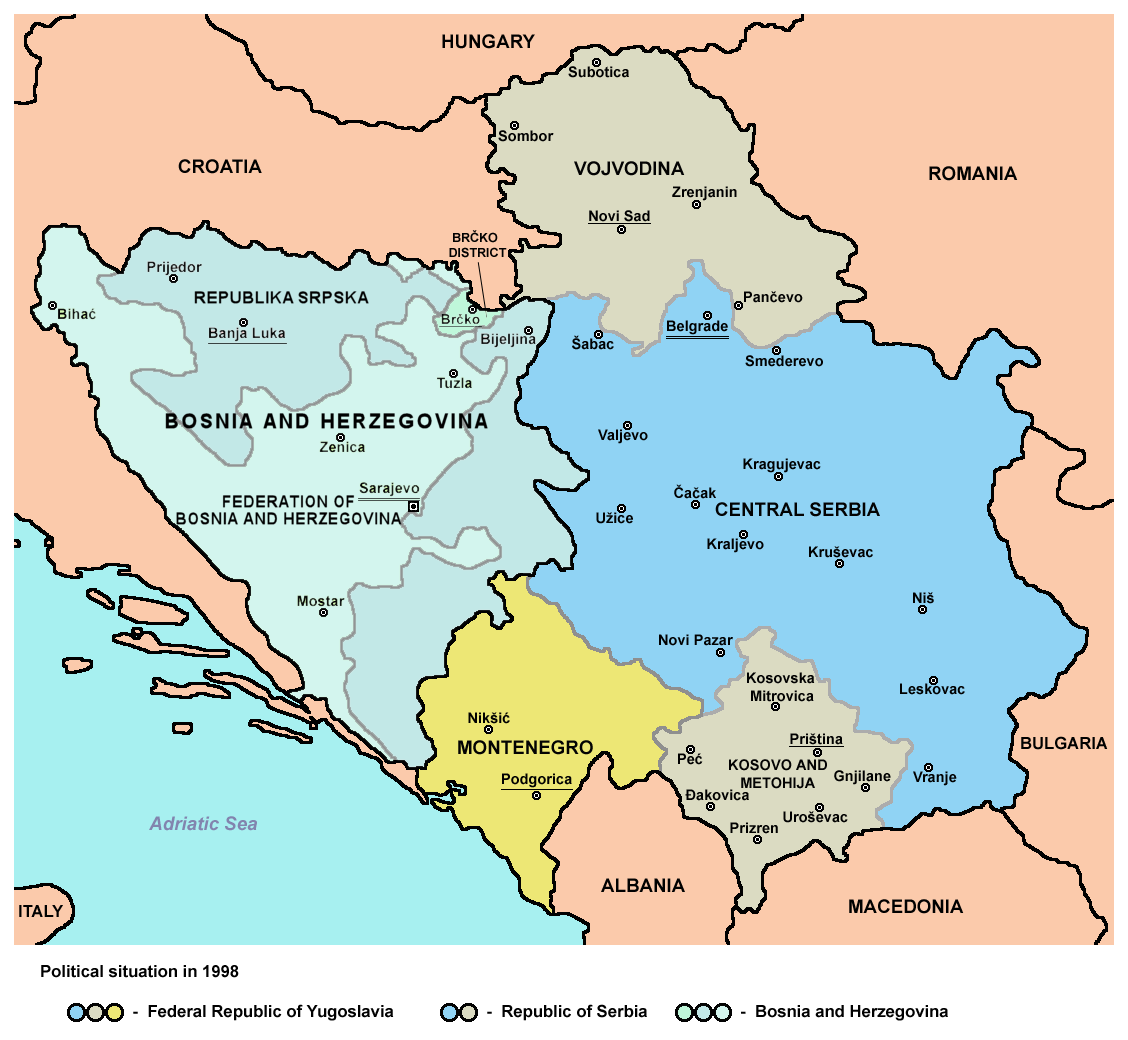
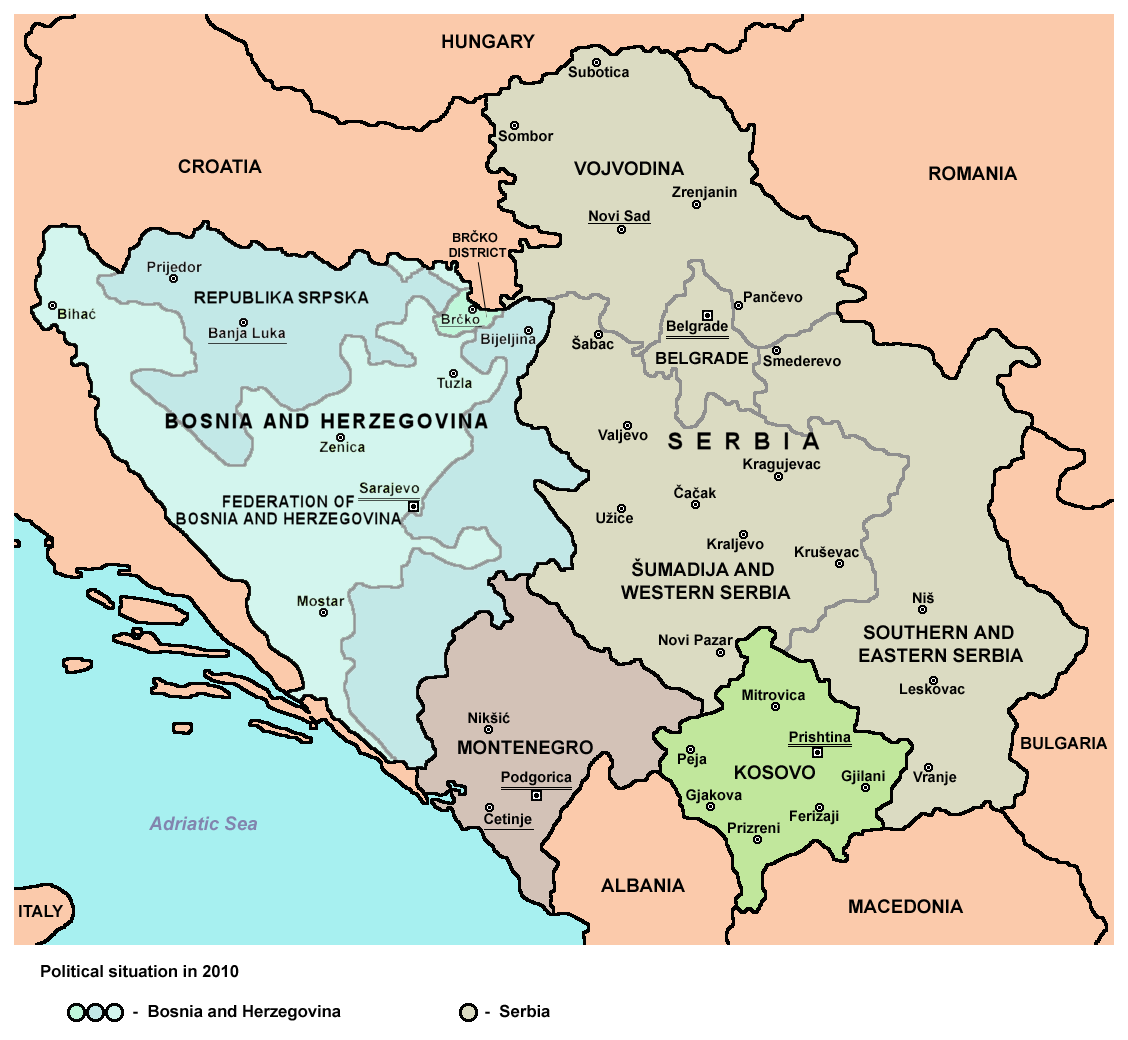